# Channahon
Channahon é uma vila localizada no estado americano de Illinois, no Condado de Grundy e Condado de Will.

## Demografia
Segundo o censo americano de 2000, a sua população era de 7344 habitantes.
Em 2006, foi estimada uma população de 13.410, um aumento de 6066 (82.6%).

## Geografia
De acordo com o United States Census Bureau tem uma área de
20,4 km², dos quais 18,7 km² cobertos por terra e 1,7 km² cobertos por água. Channahon localiza-se a aproximadamente 158 m acima do nível do mar.

## Localidades na vizinhança
O diagrama seguinte representa as localidades num raio de 16 km ao redor de Channahon.